# Ли Сяопэн (политик)
Ли Сяопэн (род. в июне 1959 года) — китайский государственный деятель, сын Ли Пэна; министр транспорта КНР с 2016, прежде с дек. 2012 года губернатор провинции Шаньси.
Сын Ли Пэна, в связи с чем причисляется к группировке «красных принцев» в КПК.
Окончил Северо-Китайский электроэнергетический университет.
Бывший (до 2008 года) президент энергетической корпорации China Huaneng Group и Huaneng Power International.
С 2008 года вице-губернатор провинции Шаньси.
С декабря 2012 года и. о. губернатора, с января 2013 года губернатор пров. Шаньси (Северный Китай).
С тем, что он ранее возглавлял корпорацию «Хуанэн», крупнейшее предприятие в Китае по электровыработке, его относят к так называемому слою «директоров предприятий» в политике КНР.